# 政府税
政府税（せいふぜい）とは、琉球政府が課税した税金のこと。日本本土における国税や県税に相当する。
琉球政府発足時に、戦前の国税・県税相当分を政府税に設定した。その後も、本土の制度を参考にしているので、基本的には日本の税制にならっているが、相続税や贈与税が存在しないなど、国税と相違する点もあった。相続や贈与による財産取得については、「所得税の一時所得」として課税されていた。

## 政府税一覧
1972年時点での税一覧である。

### 直接税
- 所得税
- 法人税
- 自動車税
- 鉱区税

### 間接税
- 酒税
- 酒類消費税
- 煙草消費税
- 葉たばこ輸入税
- 通行税
- 娯楽税
- 遊興飲食税
- 物品税
- し好飲料税
- 砂糖消費税
- 石油税
- とん税
- 特別とん税
- 石油ガス税
- 印紙税
- 登録免許税

## 非琉球住民に対する課税
米国民政府は、非琉球住民（本土籍の日本国民を含む）に対する課税について、幾つかの特例を設けた。これは当時のアメリカの内国歳入法を参考にしている。
- 琉球列島内に入域を認められた非永住者が、琉球列島で得た所得を、毎年7月1日から翌年の6月30日までの間を1課税年度として算出し、布令に基づく控除額や税率によって税額を計算し納付する。
- 5400ドル以上の純所得を有する既婚者については、二分二乗方式による共同申告方式を認める。
- 1課税年度に満たない短期滞在者の確定申告は、滞在期間中の所得を年間所得に計算し直し、そこから求められた年税額を、滞在期間に応じて納付する短期申告制度を設けた。
- 源泉徴収を受けた給与所得のみを有する非琉球住民は、年末調整ではなく、確定申告制度によって還付を受ける。

その結果、「琉球住民」と「非琉球住民」との間で、税負担額に差がでる（非琉球住民の方が税金が安い）ことになり、「課税平等の原則」に反するという批判があった。これら非琉球住民の課税を担当するために、専門の「外人税務署」が設けられた。